# Llueve revolución
Llueve revolución es el segundo álbum de estudio de la banda cordobesa de indie pop Deneuve.
Fue publicado en el 2003 por la discográfica Grabaciones en el Mar y producido por la propia banda. El disco se compone de 10 canciones en las que el grupo adapta poemas de jóvenes poetas cordobeses de proyección nacional como Pablo García Casado, Raúl Alonso, Elena Medel o Vicente Luis Mora entre otros. En el libreto que se incluyó en el disco, de unas 25 páginas, a cada una de las letras de las canciones las acompañaba una lámina de distintos autores plásticos.

## Lista de canciones
1. Fuga. Versión de un poema de Carlos Prado, acompañado por una pintura de Miguel Gómez Losada.
2. Llaves para una boca. Versión de un poema de Vicente Luis Mora, acompañado por una fotografía de Manuel Castro Cobos.
3. Cuando los números bailan. Versión de un poema de Antonio Luis Ginés, acompañado por una pintura de Ángel Corral.
4. Las causas y los efectos. Versión de un poema de Raúl Alonso, acompañado por una pintura de Carmen García Pérez.
5. L'enfant terrible. Versión de un poema de Elena Medel, acompañado por una impresión digital de Nieves Galiot.
6. El poema de Jane. Versión de un poema de Pablo García Casado, acompañado por una fotografía de Concha Adán.
7. Que me entierren en París. Versión de un poema de Joaquín Pérez Azaústre, acompañado por una pintura de José Luis Muñoz.
8. Bilbao. Versión de un poema de Javier Fernández, acompañado por una pintura de Manuel Garcés.
9. Despedida. Versión de un poema de Ignacio Elguero, acompañado por una fotogrfía de Pilar Mayorgas.
10. Llueve revolución. (Bonus track)